# Val-Mont
Val-Mont ist eine französische Gemeinde  mit 250 Einwohnern (Stand: 1. Januar 2022) im Département Côte-d’Or in der Region Bourgogne-Franche-Comté. Sie gehört zum Arrondissement Beaune und zum Kanton Arnay-le-Duc.
Sie entstand mit Wirkung vom 1. Januar 2016 als Commune nouvelle durch Zusammenlegung der bis dahin selbstständigen Gemeinden Ivry-en-Montagne und Jours-en-Vaux, die in der neuen Gemeinde den Status einer Commune déléguée besitzen. Der Verwaltungssitz befindet sich im Ort Jours-en-Vaux.
Nachbargemeinden sind Champignolles im Nordwesten, Saussey und Montceau-et-Écharnant im Norden, Cussy-la-Colonne und Saint-Romain im Osten, Baubigny im Südosten, Santosse im Süden und Molinot im Südwesten.

## Einzelnachweise

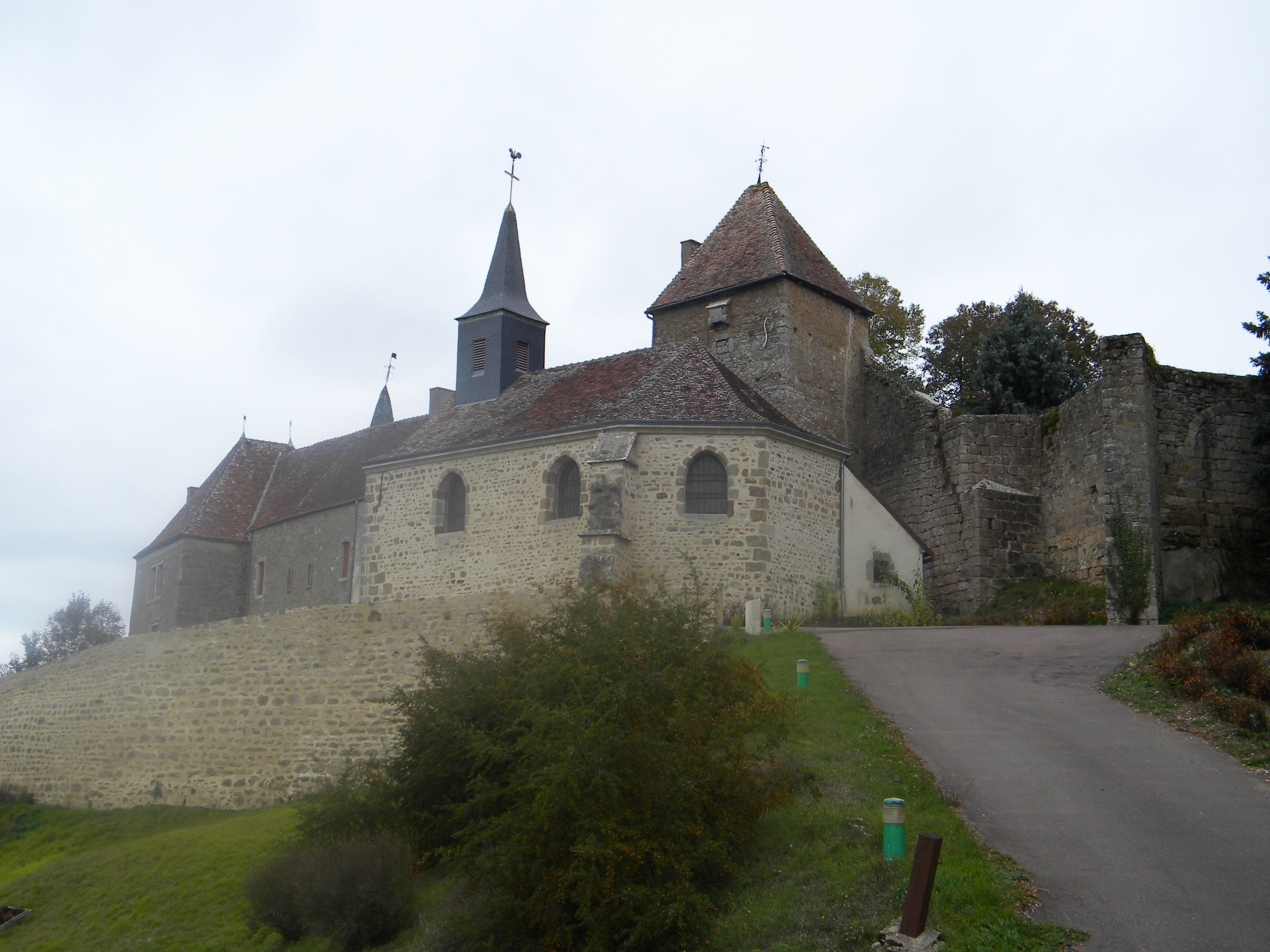
Himmelfahrts-Kirche im Ortsteil Jours-en-Vaux

## Gliederung
| Ortsteil                        | ehemaliger INSEE-Code | Fläche (km²) | Einwohnerzahl zum 1. Januar 2019 |
| ------------------------------- | --------------------- | ------------ | -------------------------------- |
| Jours-en-Vaux (Verwaltungssitz) | 21327                 | 08,81        | 094                              |
| Ivry-en-Montagne                | 21318                 | 11,09        | 161                              |